# Leuconycta
Leuconycta là một chi bướm đêm thuộc họ Noctuidae.

## Loài
- Leuconycta diphteroides (Guenée, 1852)
- Leuconycta lepidula (Grote, 1874)